# رودريغو برانكو
رودريغو برانكو (14 يوليو 1991 بالبرازيل - ) هو لاعب كرة قدم برازيلي في مركز الهجوم. لعب مع نادي فلوريانا ونادي هورشام وLancaster City F.C. ‏ وفليتوود تاون وهاستينغز يونايتد.

## وصلات خارجية
- رودريغو برانكو على موقع قاعدة بيانات كرة القدم.إي يو (الإنجليزية)
- رودريغو برانكو على موقع Soccerbase.com (لاعب) (الإنجليزية)